# العلاقات الفلبينية المالديفية
العلاقات الفلبينية المالديفية هي العلاقات الثنائية التي تجمع بين الفلبين والمالديف.

## مقارنة بين البلدين
هذه مقارنة عامة ومرجعية للدولتين:
| وجه المقارنة                                              | الفلبين                       | المالديف       |
| --------------------------------------------------------- | ----------------------------- | -------------- |
| المساحة (كم2)                                             | 343.45 ألف                    | 298            |
| عدد السكان (نسمة)                                         | 104.92 مليون                  | 436.33 ألف     |
| الكثافة السكانية (ن./كم²)                                 | 305.49                        | 146.42 ألف     |
| العاصمة                                                   | مانيلا                        | ماليه          |
| اللغة الرسمية                                             | اللغة الفلبينية، لغة إنجليزية | اللغة الديفهي  |
| العملة                                                    | بيسو فلبيني                   | روفيه مالديفية |
| الناتج المحلي الإجمالي (بليون دولار)                      | 313.60 مليار                  | 4.60 مليار     |
| الناتج المحلي الإجمالي (تعادل القوة الشرائية) بليون دولار | 743.90 مليار                  | 5.23 مليار     |
| الناتج المحلي الإجمالي الاسمي للفرد دولار أمريكي          | 2.90 ألف                      | 8.39 ألف       |
| الناتج المحلي الإجمالي للفرد دولار أمريكي                 | 7.39 ألف                      | 12.53 ألف      |
| مؤشر التنمية البشرية                                      | 0.668                         | 0.706          |
| رمز المكالمات الدولي                                      | +63                           | +960           |
| رمز الإنترنت                                              | .ph                           | .mv            |
| المنطقة الزمنية                                           | توقيت الفلبين                 | ت ع م+05:00    |

## منظمات دولية مشتركة
يشترك البلدان في عضوية مجموعة من المنظمات الدولية، منها:
| علم المنظمة | اسم المنظمة                        | تاريخ انضمام الفلبين | تاريخ انضمام المالديف |
| ----------- | ---------------------------------- | -------------------- | --------------------- |
|             | وكالة ضمان الاستثمار متعدد الأطراف | 8 فبراير 1994        | 19 مايو 2005          |
|             | منظمة الشرطة الجنائية الدولية      | ?                    | ?                     |
|             | منظمة حظر الأسلحة الكيميائية       | ?                    | ?                     |
|             | منظمة التجارة العالمية             | 1995                 | ?                     |
|             | الأمم المتحدة                      | 24 أكتوبر 1945       | 21 سبتمبر 1965        |
|             | مؤسسة التمويل الدولية              | 12 أغسطس 1957        | 2 فبراير 1983         |
|             | يونسكو                             | 21 نوفمبر 1946       | 18 يوليو 1980         |
|             | مؤسسة التنمية الدولية              | 28 أكتوبر 1960       | 13 يناير 1978         |
|             | بنك التنمية الآسيوي                | 1966                 | 1978                  |
|             | البنك الدولي للإنشاء والتعمير      | 27 ديسمبر 1945       | 13 يناير 1978         |
|             | الاتحاد البريدي العالمي            | ?                    | ?                     |
|             | الاتحاد الدولي للاتصالات           | 25 مايو 1912         | 28 فبراير 1967        |

## وصلات خارجية
- موقع وزارة الخارجية الفلبينية
- موقع وزارة الخارجية المالديفية